# Chromis flavipectoralis
Chromis flavipectoralis és una espècie de peix de la família dels pomacèntrids i de l'ordre dels perciformes.

## Morfologia
Els mascles poden assolir els cm de longitud total.

## Distribució geogràfica
Es troba des de les Maldives fins a Java (Indonèsia).